# Le Houlme
Le Houlme – miejscowość i gmina we Francji, w regionie Normandia, w departamencie Sekwana Nadmorska.
Według danych na rok 1990 gminę zamieszkiwało 4349 osób, a gęstość zaludnienia wynosiła 1464 osoby/km² (wśród 1421 gmin Górnej Normandii Le Houlme plasuje się na 56. miejscu pod względem liczby ludności, natomiast pod względem powierzchni na miejscu 843.).